# ضريح الشيخ جنيد
ضريح الشيخ جنيد (بالأذرية: Şeyx Cüneyd türbəsi) يقع في قرية هزره في مقاطعة قوسار. قرية هزره ليست بعيدة عن حدود أذربيجان مع داغستان. من تاريخ فترة المعارك بين الشروانشاهات وشيوخ أردبيل، من المعروف أن الشيخ جنيد - جد الشاه إسماعيل الأول - توفي في ساحة المعركة مع جيش خليل الله في عام 1456 ودُفن هناك. تم بناء المزار على قبره بعد ذلك بكثير. الضمد على الواجهة الشمالية من البناء تدل حول ذلك. تشير التحقيقات في المبنى إلى أن جزءاً من المبنى، حيث تقع الآن ربطة البناء، أنه قد تم ربطه ببناء المزار في وقت لاحق. ثم يجب معرفة أن هذا الربط قد تم جلبه إلى هنا من المبنى الرئيسي أثناء بناء المرفق.  